# Каягарские языки

Ареал каягарских языков

Каягарские языки — небольшая семья языков, распространённых в основном на территории округа Асмат в индонезийской провинции Папуа. С севера и юга ареал каягарских языков ограничен языками асмат-каморо, а с востока — мариндскими языками. Большинство лингвистов считает каягарские языки частью трансновогвинейской семьи.
Каягарская семья включает всего три языка: каягарский (10 000 говорящих), тамагарио (3500) и атохваим (1000), несколько более отстоящий от первых двух.
В каягарских языках нет музыкального ударения или тонов, что объясняется их удалённостью от языков центральной кордильеры.
Местоимения единственного числа *na-ka, *a-ka и *e-ka вероятно являются рефлексами пратрансновогвинейских местоимений *na, *ŋga и *ya, а местоимение первого лица множественного числа *ni-pi — рефлексом пратрансновогвинейского *ni.